# Shetland sheepdog
Shetland sheepdog eller sheltie är en hundras som härstammar från Shetlandsöarna utanför Skottland i Storbritannien. Ursprungligen är den en vallhund och gårdshund, men sedan länge är den framförallt en sällskapshund, populär för hundutställning och hundsport. I en undersökning 2012/2013 utnämndes shetland sheepdog till en av världens trettio populäraste hundraser.

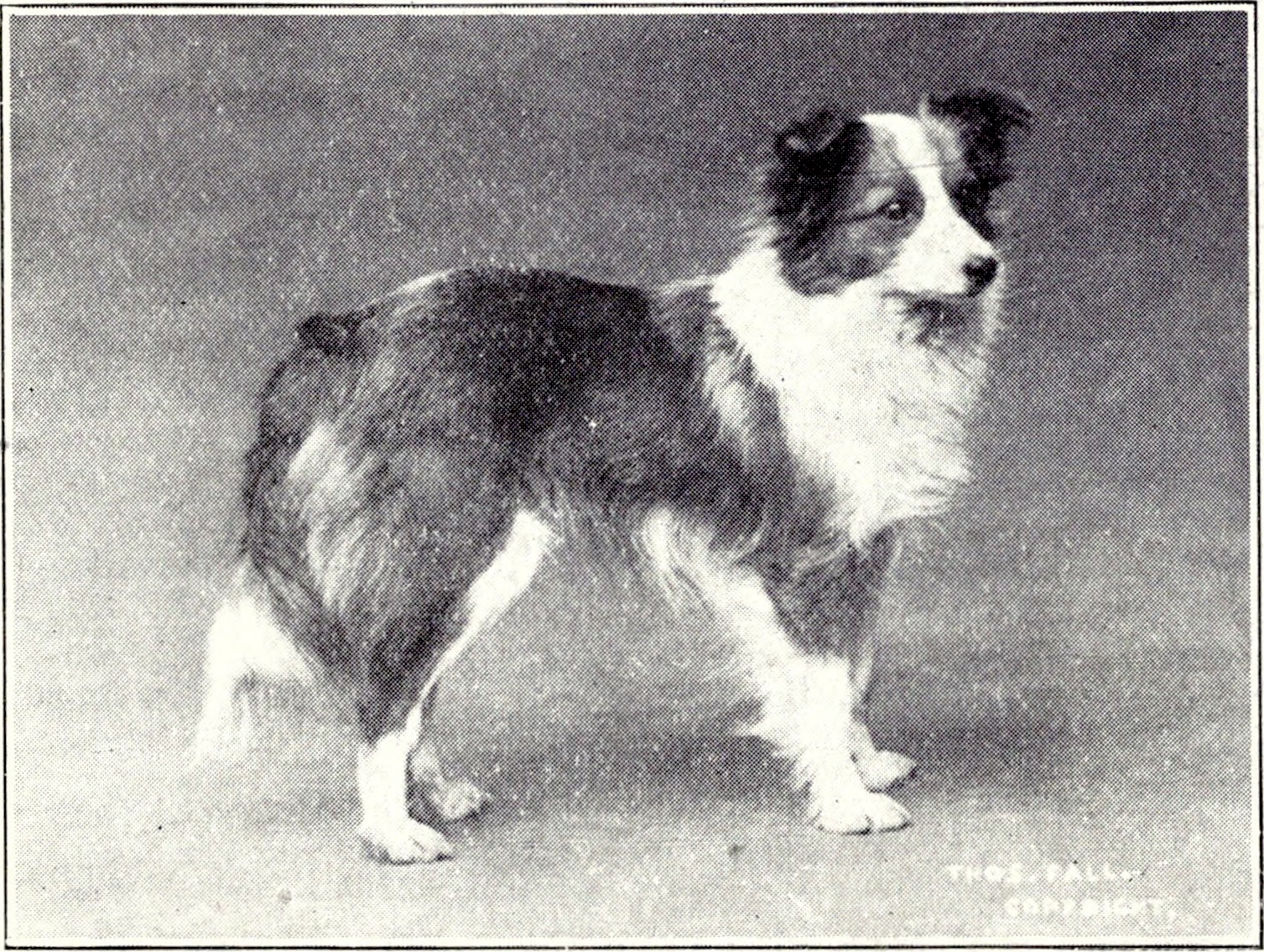
En shetland sheepdog från W.E. Masons "Dogs of all Nations" 1915.

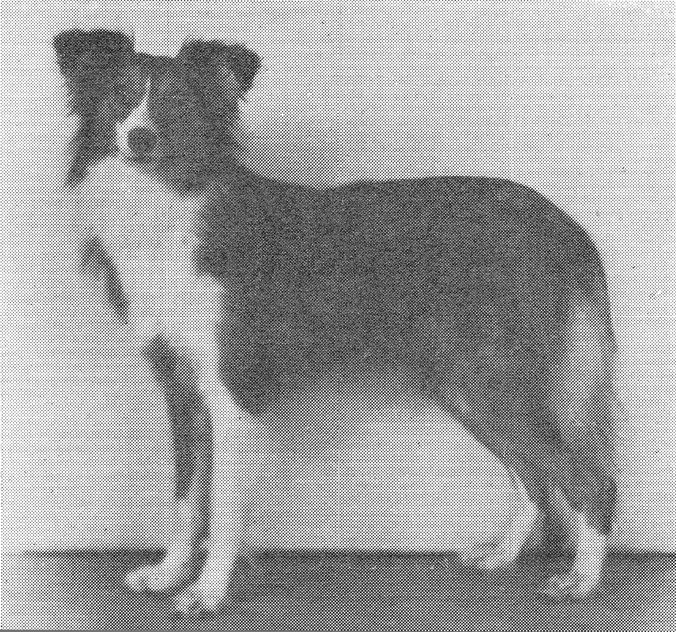
En shetland sheepdog från Carl O.M.P. Leuhusens "Rashundar i ord och bild" 1932.

## Historia
Ursprunget till rasen är vallhundar och gårdshundar på Shetlandsöarna. Dessa antas ha haft släktskap med isländsk fårhund och norsk buhund som kom med inbyggare under det norska styret (1194-1468) och med fiskare även senare. Den traditionella benämningen toonie dogs kommer av norskans tun. Enligt en annan teori som är kopplad till shetlandsponnyn och shetlandsfåret och att dvärgväxt uppkommer på isolerade öar, så skall shetlandshundarna redan från början ha varit en dvärgvariant av skotska fårhundar, närmast motsvarande oförädlade border collies.
Mot slutet av 1800-talet förde shetländska fiskare samt anställda vid Royal Navy som var stationerade på öarna med sig hundar till fastlandet som extrainkomst. För att öka hundarnas attraktionskraft skall dessa ha korsats med dvärgspaniel och dvärgspets. Omkring 1900 blev rasen upptäckt av brittiska uppfödare under namnet Shetland Collies. 1906 visades de i dvärghundsgruppen på Cruft's i London och skall då ha varit en brokig skara hundar. Samma år bildades en rasklubb i Lerwick på Shetlandsöarna. 1909 bildades den skotska rasklubben och 1914 den engelska varvid namnet bestämdes till Shetland Sheepdog. Rasstandard skrevs och rasen blev godkänd av brittiska kennelklubben the Kennel Club. Det var under denna process som inkorsning av collie skedde i syfte att göra rasen till en miniatyrvariant av denna, tilltalande för utställningsintresserade. Fortfarande kan det födas valpar som visar spetskaraktär.
Till Sverige kom shetland sheepdog 1930, denna kom också att bli champion. Det tog inte lång tid att etablera rasen i Sverige, det fanns ett stort intresse speciellt bland kennlar som redan födde upp collie att också föda upp shetland sheepdog. Rasen har ibland oegentligt kallats dvärgcollie.

## Egenskaper
Sheltien är sund, aktiv, alert, vänlig, nyfiken och intelligent (den passar väldigt bra till agility). Den kan, och får, vara reserverad gentemot främmande människor men mot sin ägare är den tillgiven och uppmärksam. Den ska aldrig uppträda nervöst.

## Utseende

### Storlek
Den ideala mankhöjden hos shetland sheepdog ska vara 37 centimeter för hanhundar och 35,5 centimeter för tikar. Avvikelser med mer än +/- 2,5 centimeter är absolut inte önskvärt. Det är vanligare att mankhöjden ligger på den övre storleksgränsen än den undre. Sheltien väger runt 5–14 kg.[källa behövs]

### Färger
Guldsobel, Vetesobel, Mörk skuggad sobel: Färgen får vara ren eller skuggad i alla nyanser från blekt guldfärgad till mörkt mahognyfärgad, men nyansen i sig skall vara djup. Vargsobel (sobelfärg med grått inslag) och rent grå färg är inte önskvärt. Vita tecken förekommer alltid.
Trefärgad: Svart med vita och bruna (tanfärgade) tecken. Intensivt svart på kroppen. Varmt tanfärgade tecken föredras.
Blue merle: Klar silverblå färg med stänk och marmorering i svart. Finns  med bruna tantecken. Stora svarta fläckar, skiffer- eller rostfärgade skiftningar i täckhår eller underull är absolut inte önskvärt. Helhetsintrycket måste vara blått.
Bi blue kallas också Bi merle eller Blue merle utan tan: Samma som blue merle-färgen men utan bruna tantecken.
Svart och vit: Svart med vita tecken.
Svart och brun: Samma färg som trefärgad, men utan vita tecken. Den här färgvarianten har inte funnits på väldigt länge. Man kan nog faktiskt räkna den som utdöd.
Vita tecken: Vita tecken får finnas hos alla färgvarianter utom svart och brun. De vita tecknen får finnas som bläs, halsring, på bröst och krås, på benen och på svansspetsen. Alla eller några av dessa vita tecken är önskvärda (utom hos svart och brun). Avsaknad av vita tecken skall dock inte betraktas som fel. Vita fläckar på kroppen är absolut inte önskvärt.

## Hälsa
Enligt en undersökning av rasklubben födde en shetland sheepdog 3,17 registrerade valpar i genomsnitt i Sverige 1977-2002.  Sheltiens päls är lång men kräver lite pälsvård, dock mer borstning vid urfällning.

## Galleri

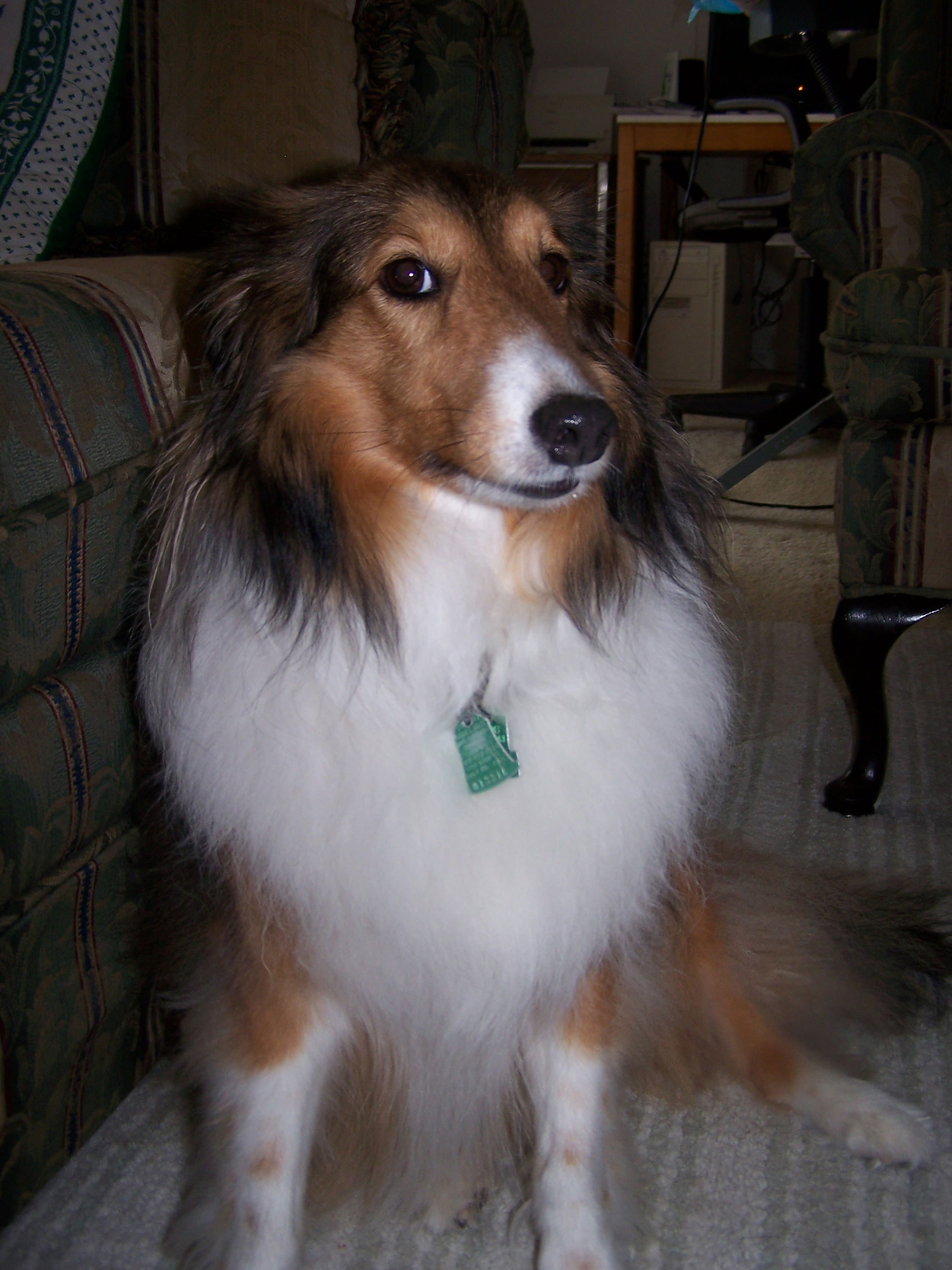
Skuggad Sobel
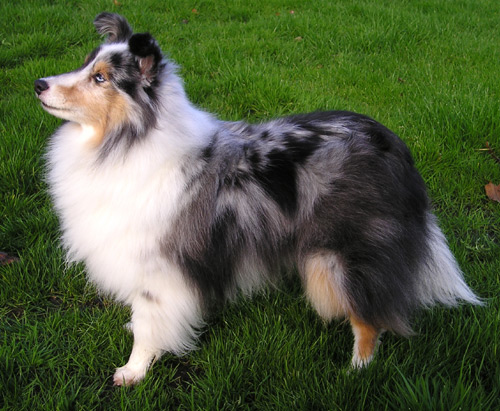
Blue merle
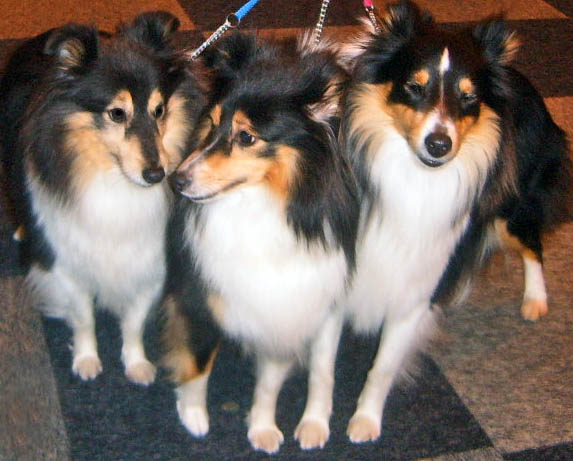
Trefärgad
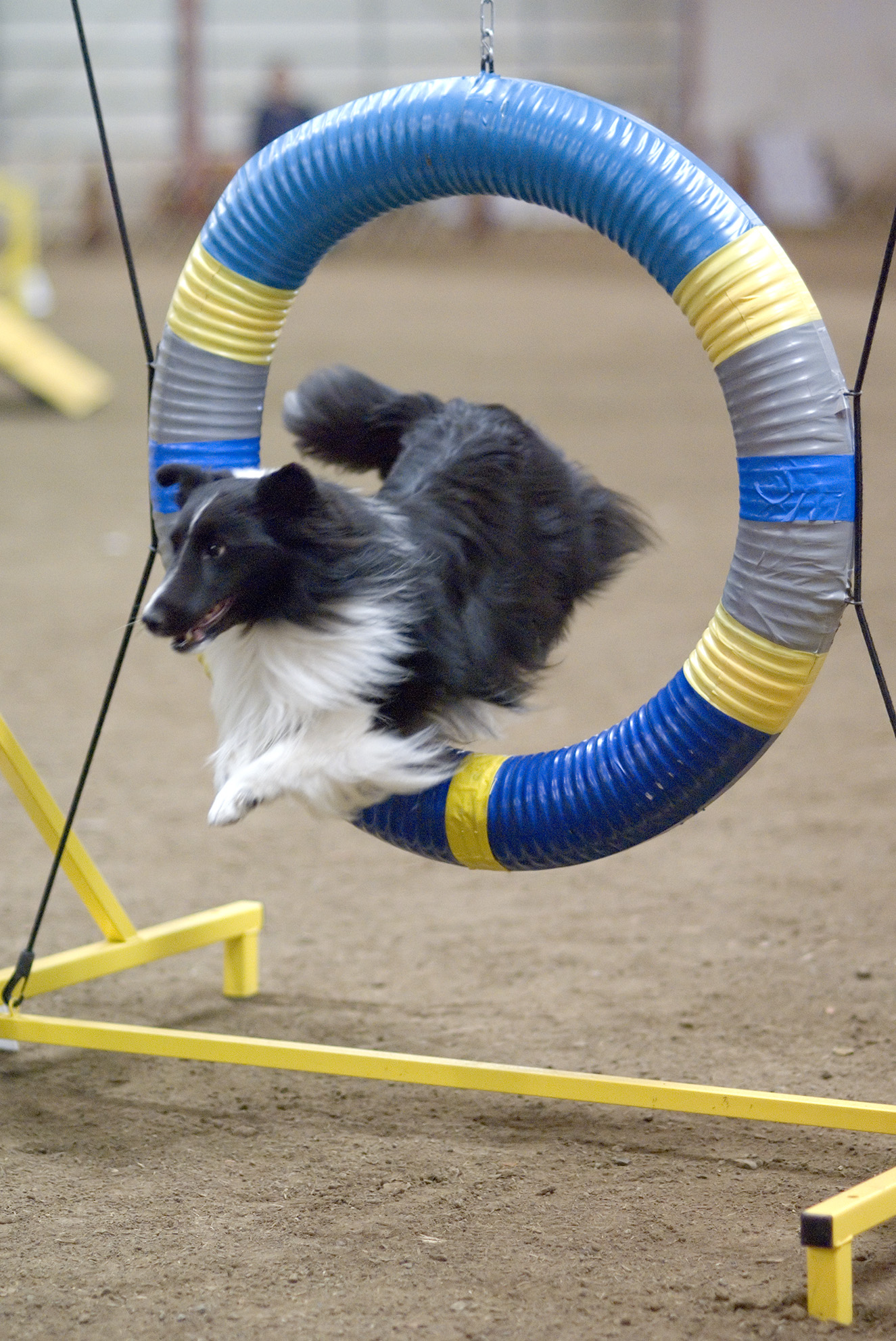
Svartvit